# Janderson
Janderson Santos de Souza, plus simplement appelé Janderson, né le 26 février 1999 à Barreiras, est un footballeur brésilien qui évolue au poste d'arrière droit avec l'Ceará.

## Biographie

### Carrière
Janderson est formé au Joinville Esporte Clube, avant d'être prêté aux Corinthians en août 2018. Après de bonnes performances dans la Coupe de São Paulo Junior 2019, il rejoint définitivement le club pauliste. 
Il fait ses débuts professionnels lors d'un match à domicile de Série A 2019 contre Chapecoense, le 1er mai. Il marque son premier but le 16 octobre, contre Goiás.